# Little Girl (Sandra)
Little Girl è un singolo della cantante tedesca Sandra, pubblicato il 24 febbraio 1986 dall'etichetta discografica Virgin come terzo estratto dall'album di debutto della cantante, The Long Play.
La canzone, scritta da Michael Cretu, Hubert Kemmler, Markus Löhr e Klaus Hirschburger e prodotta da Michael Cretu, era inserita nell'album di debutto della cantante, The Long Play. Il singolo, di discreto successo in Svizzera, Germania e Austria, conteneva come b-side la canzone Sisters and Brothers, anche questa già presente nell'album.

## Tracce
12" Maxi (Virgin 608 011)
1. Little Girl (Extended Version) – 5:09
2. Sisters and Brothers – 3:23

7" Single (Virgin 108 011)
1. Little Girl – 3:11
2. Sisters and Brothers – 3:23

## Video
Il video si svolge a Venezia. Dapprima Sandra visita un cimitero in cui rimane colpita da una tomba di una ragazzina... Poi, nelle calle di Venezia Sandra incontra la ragazzina della tomba insieme a della gente in maschera mentre lei fa il playback della canzone...

## Classifiche
| Classifica (1986) | Posizione raggiunta |
| ----------------- | ------------------- |
| Italia            | 8                   |
| Germania          | 14                  |
| Svizzera          | 18                  |
| Austria           | 27                  |